# قدسیه بیگم
قدسیه بیگم (درگذشتهٔ ۱۷۶۸) همسر امپراتور گورکانی، محمدشاه گورکانی، و مادر احمد شاه بهادر بود. او از مشاوران شاه بود و از ۲۹ آوریل ۱۷۴۸ تا ۲ ژوئن ۱۷۵۴ عملاً بر هندوستان حکومت می‌کرد.

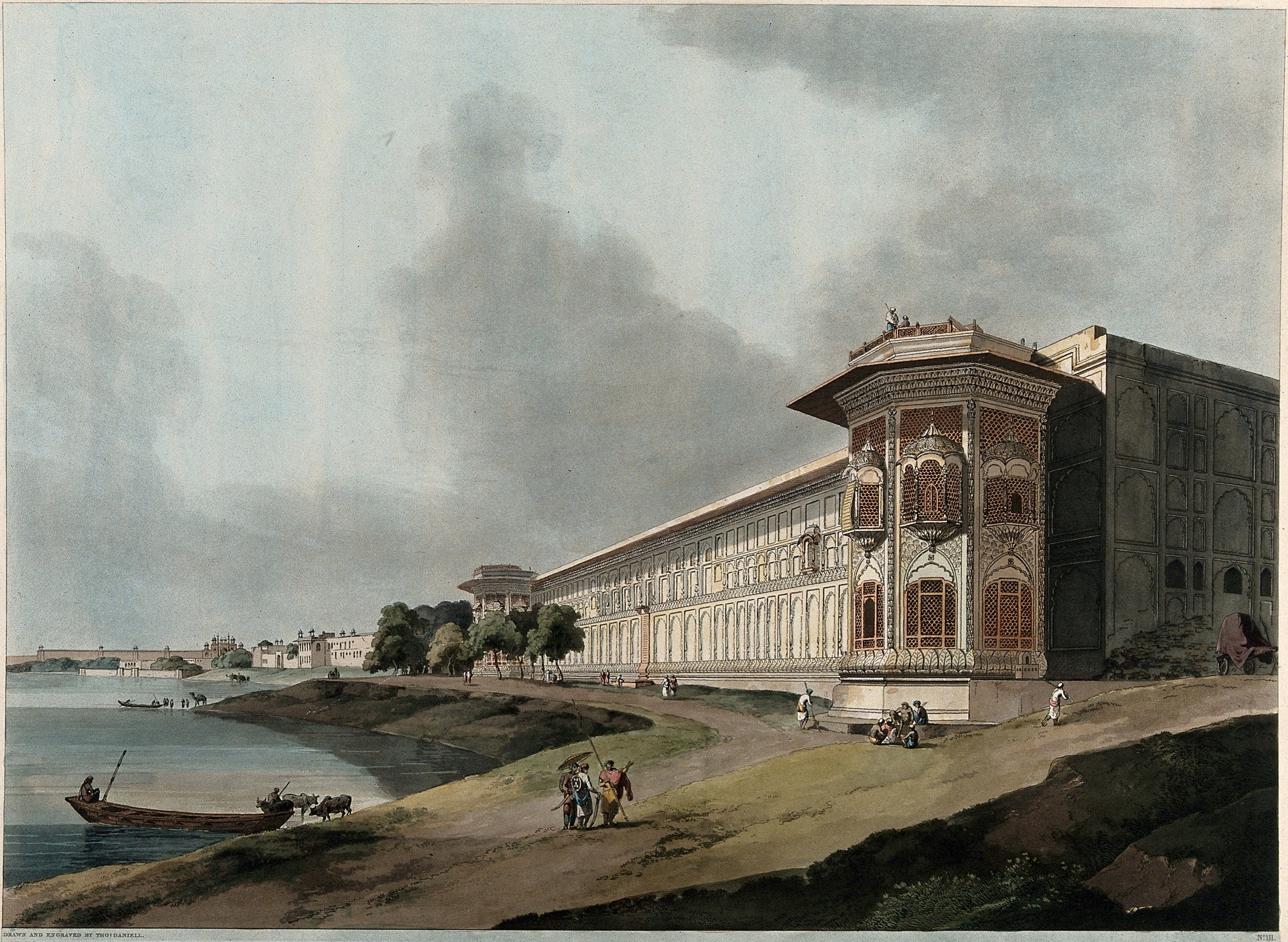
باغ قدسی بیگم (کاخ قدسیه بیگم) بر کرانهٔ رود جمنا، ۱۷۹۵